# Sungai Klagan
Der Fluss Klagan (mal. Sungai Klagan) oder Klagan River ist ein Fluss im malaysischen Bundesstaat Sabah auf Borneo. Er ist ein linker Nebenfluss des Sungai Labuk, von dem er sich bei Kampung Tambidong-bidong trennt und als eigenes Gewässer der Sulusee zuströmt.
Der Fluss ist reich an Fischen, Garnelen, Krabben und anderen Wasserorganismen.

## Geologie
Das Gebiet des Sungai Klagan verläuft durch ein Gebiet aus Sandstein, Kalkstein und Basalt. Im mittleren Lauf des Flusses finden sich Eruptivgesteine und metamorphes Gestein in Form von Serpentinit, Peridotit, Dunit, Adamellit, Dolerit und Pyroxenit. Im Unterlauf beherrschen Alluvialböden, Torferde, Sand, Lehm- und Tonböden das Bild.

## Wirtschaftliche Nutzung
Der Sungai Klagan dient als Wasserweg. Sein Wasser wird zu Wasch- und Reinigungszwecken und vor allem zur Bewässerung genutzt. Es wird befürchtet, dass die Wasserqualität durch den Abbau von Kupfer im Bidu Bidu Hill-Gebiet einen nachteiligen Einfluss auf die Qualität des Wassers nehmen wird.